# Eugenio Prieto Soto
Eugenio Prieto Soto (10 de septiembre de 1962, Medellín, Antioquia) es un político colombiano que se desempeñó como gobernador de Antioquia durante el secuestro de Guillermo Gaviria Correa. También fue senador de la República durante dos períodos consecutivos.

## Biografía
Nació en la ciudad de Medellín. Es contador público de la Universidad de Medellín, complementó sus estudios de posgrado en la Universidad Pontificia Bolivariana donde graduó como especialista en periodismo electrónico y magíster en comunicación digital. También cuenta con estudios en Gestión estratégica del desarrollo regional y local del ILAE de la Comisión Económica para América Latina y el Caribe.

### Trayectoria política
Inició su carrera política como diputado del departamento de Antioquia, entre 1998 y 2000. En 2001 fue nombrado gerente del Instituto para el Desarrollo de Antioquia IDEA. Fue gobernador encargado de Antioquia entre abril de 2002 y mayo de 2003 durante el secuestro del gobernador Guillermo Gaviria Correa. Posteriormente fue elegido senador de la República, entre julio de 2010 y diciembre de 2014, cargo que volvió a ocupar en 2014. En 2016, fue nombrado director del Área Metropolitana del Valle de Aburrá.

### Miembro de juntas directivas
Además de su labor política, Prieto ha sido miembro de juntas directivas de diversas organizaciones, entre ellas:
- Sociedad Promotora de la Hidroeléctrica Pescadero Ituango
- Fundación Ferrocarril de Antioquia
- Telemedellín
- Parque ecoturístico Arví
- Junta Fiduciaria Central
- Empresa de Seguridad Urbana
- Agencia de Cooperación e Inversión de Medellín - ACI
- Jardín botánico de Medellín